# 巴斯鎮區 (印第安納州富蘭克林縣)
巴斯鎮區（英語：Bath Township）是位於美國印地安納州富蘭克林縣的一個行政鎮區。

## 地方資料
根據2010年美國人口普查的數據，巴斯鎮區的面積為47.90平方千米，當中陸地面積為47.80平方千米，而水域面積為0.10平方千米。當地共有人口369人，而人口密度為每平方千米7.7人。